# Арсениј Јацењук
Арсениј Петрович Јацењук (рус. Арсе́ний Петро́вич Яценю́к; Черновци, СССР, рођен 22. маја 1974) украјински је политичар и бивши председник владе Украјине. Председник је украјинске десничарске пронацистичке странке "Народни фронт" и оптуженик за ратни злочин и учешће у Првом чеченском рату на страни исламских екстремиста.
Био је министар економије (2005–2006) и министар спољних послова у другој влади Јануковича (2007). У периоду 2007–2008. био је председавајући Врховне раде Украјине, а од 2014–2016, обављао је функцију премијера Украјине.

## Младост и образовање
Јацењук је рођен 22. маја 1974. године у Черновцима Украјинска ССР-а. Његов отац, историчар Петро Иванович Јаценук, био је професор на Историјском факултету Националног универзитета у Чернивцима. Арсенијева мајка, Марија Григоријевна Јацењук  (рођена Бакај), дуго је била учитељица француског језика у средњим школама. Јацењук говори руски и енглески, а познаје и румунски језик.

## Порекло
Јацењук се изјашњава као Украјинац и као унијата (члан Украјинске гркокатоличке цркве). Делом је румунског порекла  док неки извори наводе да је он рођен у породици етничких Румуна-Јевреја-Украјинаца. Главни рабин Украјине је изјавио да: "Арсениј Јацењук није Јеврејин." Осим тога, Ана Руднитскаја је рекла, да "никада није утврђена (Јацењукова) хипотетичка припадност јеврејству."

## Образовање
Дипломирао је право на Унервизитету у Черновцима 1996. године, док је магистрирао рачуноводство и ревизију 2001. године у Кијеву. Јацењук је 2004. године докторирао банкарство на Украјинској академији за банкарство Народне банке Украјине. Само годину дана раније је постао вице-гувернер те исте банке (Народне банке Украјине) што је изазвало низ оспоравања те дисертације (др. проф. Татјана Пархоменко је 2017 године, између осталог, пронашла 70 страница плагијата и 7 страница дословног првода са енглеског оригинала у дисертацији).. Те исте године, Јацењук је постао и гувернер те банке.

## Политичка каријера

### Министар економије Крима
Политичка каријера Арсенија Јацењука је започела 19. септембра 2001. Тог дана, Врховна рада Аутономне Републике Крим га је именовала за вршиоца дужности министра економије Републике Крим. Док 21. новембра исте године, одлуком кримског парламента, Јацењук постаје и званично министра економије.
Након што је изабрана нова Врховна Рада Крима, дана 29. априла 2002. читава влада (заједно са Јацењуком) званично подноси оставку али он задржава своју функцију, да би већ 15. маја, по други је пут био на челу Министарства економије. На тој позицији остаје мање од годину дана, након чега се сели у Кијев.

### Регионална администрација Одесе
Председавајући државне управе Одесе, 9. марта 2005. године је именовао Арсенија Јацењука својим првим замеником. У тој служби је био до именовања на место министра економије Украјине 27. септембра исте године.

### Министар економије Украјине
Дана 27. септембра 2005. године, 31-годишњи Јацењук је постављен за министра економије у влади Јурија Јеханурова.
Дана 25. маја 2006., новоизабрана Врховна рада Украјине разрешила је владу, наложивши му да настави да обавља своје дужности до избора нове владе. Због парламентарне кризе, Јацењук је био приморан да ради на дужностима министра више од два месеца, све до 4. августа када је разрешен заједно са читавим кабинетом.
Док је био на овом положају, Јацењук је водио преговоре о приступању Украјине Светској трговинској организацији, председавао је комитетом "Украјина - Европска унија", био је члан Саветодавног савета за страна улагања у Украјину и директор Одбора Црноморске банке за трговину и развој (28. децембра 2005. - 5. март 2007.)).

### Секретаријат председника Украјине
Председник Украјине Јушченко је 20. септембра 2006, именовао Јацењука за првог заменика шефа Секретаријата председника Украјине.
Истовремено, Јацењук је од 25. септембра 2006. био члан Савета Народне банке Украјине , а такође и члан надзорних одбора Државне извозно-увозне банке Украјине и Државне штедионице Украјине Са последње две дужности је разрешен 13. марта 2007., пред само именовање, 21. марта 2007. на место министра иностраних послова Украјине.

### Министар спољних послова Украјине
Врховна рада Украјине је 21. марта 2007, са 426 гласова од укупно 450 изабрала Јацењука на место министра спољних послова. Његову кандидатуру предложио је тадашњи председник Јушченко након што је парламент два пута одбацио кандидатуру Владимира Огризка.
Када је постао министар спољних послова, Јацењук је такође постао члан Савета за националну безбедност и одбрану Украјине.

### Председник Врховне раде Украјине
На парламентарним изборима, Јацењук је изабран као посланик у Врховној ради и 23. новембра 2007. полаже заклетву, а већ је 4. децембра 2007, тајним гласањем, постао осми председавајући украјинског парламента. За његову кандидатуру гласало је 227 посланика.
Дана 21. децембра 2007. године, председник Украјине сменио је Јацењука из Савета за националну безбедност и одбрану Украјине, пошто председник парламента, за разлику од министра спољних послова, не би требало да буде члан овог органа власти. Међутим, истог дана, Јацењук је поново изабран у Савет.
Дана 17. септембра 2008. Јацењук подноси оставку због пада владајуће коалиције.
Дана 11. новембра је тајним гласањем се одлучивало о усвајању оставке, али је гласање је поништено јер је у њему учествовало само 109 посланика од потребних 226.
Међутим већ следећег дана, 12. новембра, Врховна рада Украјине је јавним гласањем прихватила Јацењукову оставку.
Дана 21. новембра, председник Украјине сменио је Јацењука из Савета за националну безбедност и одбрану Украјине.

### Лидер "Фронта за промене"
Јацењук је 16. децембра 2008. године, објавио планове за стварање политичке странке Фронт за промене . У интервјуу часопису Дан 4. фебруара 2009, он је изјавио да нема савезника међу политичарима. Јацењук је назван политичким клоном председника Украјине Виктора Јушченка.
Јацењук је 5. јануара 2009. потврдио да ће се кандидовати на председничким изборима 2010. године. Трошкови његове председничке кампање процењени су на 60-70 милиона долара. На његовим билбордима, који су се појавили широм Украјине крајем јуна 2009. године, он је приказан у милитаристичком стилу, док је до тад он представљан у стилу „младог либерала“. Неки аналитичари верују да је та промена негативно утицало на исход кампање. Током кампање, кандидат Сергеј Ратушњак је више пута вређао Јацењука због његових наводних јеврејских коријена, између осталих Ратушњак је назвао Јацењука "безобразним малим Јеврејином" који "успјешно служи лоповима који су на власти у Украјини и користи злочиначки новац "
У случају победе, Јацењук је желео да распусти Врховну раду, јер би, према његовом мишљењу, парламент ометао његове активности.
Јацењук је, међутим, заузео тек четврто место, освојивши 6,96% гласова.

### Уједињена опозиција
У априлу 2012. лидер "Фронта за промене" Арсениј Јацењук и ухапшена лидерка "Отаџбине" Јулија Тимошенко најавили су формирање заједничке листе за учешће на парламентарним изборима. У јуну 2012. године, Јацењук је изабран за председавајућег савета "Уједињене опозиције".Према резултатима октобарских парламентарних избора, „Уједињена опозиција“ је освојила укупно 101 посланичко место у парламенту. Јацењук је 11. децембра 2012, изабран за председавајућег фракције "Отаџбине", а савет "Уједињене опозиције" је преузео Александар Турчинов.
Дана 15. јуна 2013. године, његов "Фронта за промене" придружио се „Отаџбини“.

### Евромајдан
Од 21. новембра 2013., заједно са другим опозиционим лидерима Виталијем Кличком и Олегом Тјагнибоком, координирао је протесте у центру Кијева, који су започели као одговор на обуставу украјинске владе процеса припреме за потписивање споразума о придруживању између Украјине и Европске уније.
Дана 20. децембра 2013., Јацењук је изјавио да је служба безбедности покренула против њега кривичну пријаву „због позива на државни удар“.
Покушавајући да превлада дуготрајну политичку кризу, председник Украјине Виктор Јанукович 25. јануара 2014. понудио је Јацењуку место премијера, међутим овај је то одбио.
Заједно с осталим опозиционим лидерима, 1. фебруара 2014. године учествовао је на Минхенској конференцији на којој се састао са америчким државним секретаром Џоном Керијем и европским званичницима.

### На челу владе Украјине
На Мајдану, 26. фебруара 2014. су представљени кандидати за формирање нове владе и где је Јацењуку понуђено место украјинског премијера. Следећег дана, Врховна рада Украјине усвојила је уредбу „О именовању Јацењука А.П.-а за премијера Украјине“.
Јацењук је свој кабинет министара назвао "владом политичких камиказа". За време свог мандата, влада суочила са стварним губитком Крима и оружаним сукобом на истоку Украјине, а за време ње је потписан споразум о придруживању Украјине и Европске уније.
Председавање владом је пратило низ контроверзи, почев од тога да је, и пре него што је влада изабрана, појавио снимак на Јутјубу у коме тадашња помоћник државног секретара САД Викторија Нуланд, саопштава амбасадору САД у Украјини, како је Стејт департмент изабрао Јацењука за премијера Украјине, до тога да је тужилаштво изјавило да води кривични поступак против Јацењука јер је узео мито у износу од 3 милиона долара. Такође, почетком 2015. године, током посете Немачкој, Јацењук је најавио "совјетску инвазију на Украјину и Немачку", која се наводно догодила и у прошлости. На ту изјаву је реаговало руско Министарство спољних послова, затраживши објашњење од немачких колега. Немачко министарство спољних послова рекло је да за тумачење таквих изјава треба се обратити њиховом аутору.
Арсениј Јацењук је 10. априла 2016. поднео оставку на место премијера Украјине.
Врховна рада је 14. априла усвојила резолуцију о оставци Јацењука и на његово место именовала Владимира Гројсмана.

### Партија "Народни фронт"
Јацењук и председник Врховне рада Александар Турчинов су 10. септембра 2014. године, основали нову струнку под називом "Народни фронт". У војном савјету партије се, између осталих, нашао и неонациста Андриј Билецки.
На парламентарним изборима странка је освојила прво место са 22,16% (3.485.191 глас), након чега је 27. новембра, заједно с још неколико странака формирала владајућу коалицију.
Дана 1. новембра 2018. уведене су руске санкције против 322 држављана Украјине, међу којима је и Арсениј Јацењук.

## Оптужба за учешће у рату у Чеченији
У септембру 2015. године, председавајући Истражног комитета Руске Федерације је у интервјуу руским новинама, изјавио да се Јацењук борио против руских трупа у Чеченији у периоду 1994−1995.
Према нашим информацијама, Арсениј Јацењук је, између осталих активних припадника УНА - УНСО, у децембру 1995. године, награђен од стране Џохар Дудаева највишом наградом "Част нације" за допринос уништењу руских трупа. - Александар Бастркин.
Сам Јацењук је у потпуности одбацио све оптужбе. Шеф Чеченије, Рамзан Кадиров и један од вођа чеченских побуњеника, Ахмед Закајев, такође су изјавили своју неверицу у учешће Јацењука у рату у Чеченији.
Дана 21. фебруара 2017. Русија је послала захтев Интерполу за стављање Јацењука на међународну потерницу, али је Интерпол то одбио.
Сам Јацењук је нагласио да оптужба против њега нема правну снагу, јер је заснована на доказима датим под мучењем.

## Став према рехабилитацији ОУН-УПА
Јацењук се у фебруару 2009. изразио жаљење због усвајања закона о рехабилитацији чланова ОУН-УПА, пошто је сматрао да такав чин може поделити украјинско друштво. Према његовим речима, већина становништва Украјине и даље живи по совјетским принципима и концептима, које је он називао "совјетском пропагандом", и није спремна за "усвајање закона". Истовремено, Јацењук је приметио да је то питање решено на регионалном нивоу.
Али је Врховна рада Украјине је 9. априла 2015. године, усвојила предлог премијера Арсенија Јацењука  и посланика Јурија Шукевича према којем ће припадници ОУН и војници УПА добити статус „бораца за независност Украјине“.